# Torrecilla del Pinar
Torrecilla del Pinar è un comune spagnolo di 288 abitanti situato nella comunità autonoma di Castiglia e León.